# The Last Dinner Party
Ne doit pas être confondu avec The Dinner Party.
The Last Dinner Party est un groupe de rock indépendant britannique originaire de Londres, formé en 2021.
Le groupe est composé d'Abigail Morris (chant), Lizzie Mayland (chant, guitare, flûte), Emily Roberts (guitare, mandoline, flûte), Georgia Davies (basse) et Aurora Nishevci (clavier, orgue, piano, synthétiseur). Elles n'ont pas de batteuse permanente et sont actuellement rejointes lors des performances par Rebekah Rayner.
Le groupe signe avec Island Records avant de sortir son premier single Nothing Matters (en) en avril 2023, qui entre dans le Top 20 britannique. Elles reçoivent le Rising Star Brit Award en décembre 2023, remportant par la suite le sondage BBC Sound of 2024. Leur premier album studio, Prelude to Ecstasy (en), sort le 2 février 2024 et fait ses débuts à la 1re place du UK Albums Chart.

## Histoire
Morris, Davies et Mayland se rencontrent en 2020 à Londres avant de commencer l'université et décident de former un groupe après avoir fréquemment assisté à des concerts ensemble au Windmill, se sentant inspirés par le fait de faire partie d'une scène importante après avoir regardé des groupes tels que Black Midi et HMLTD. Leur nom original, The Dinner Party, est . Malgré le titre identique, l'installation artistique féministe The Dinner Party de Judy Chicago n'est pas une référence, les membres admettant d'ailleurs ne pas connaître l'œuvre au moment de la création du groupe.
Un ami commun recommande Roberts comme guitariste à Morris et elles font ensuite appel à Nishevci.
Le groupe a d'abord du mal à trouver le temps de répéter ensemble en raison du confinement lié au COVID-19 au Royaume-Uni, et elles se produisent en live pour la première fois à The George à Londres en novembre 2021. Elles signent avec le groupe de gestion Q Prime début 2022 et passent l'année suivante à perfectionner leur son et à développer le bouche-à-oreille sur le circuit live de Londres, notamment en jouant un set en première partie pour les Rolling Stones à Hyde Park en juillet 2022.

## Carrière
Après avoir signé avec Island Records sous le nom de The Last Dinner Party (pour éviter toute confusion avec le supergroupe de jazz Dinner Party ), elles sortent leur premier single Nothing Matters, produit par James Ford, le 19 avril 2023. La chanson est ensuite annoncée comme faisant partie de la bande originale d'EA Sports FC 24. Au cours de l'été 2023, le groupe fait la première partie de Hozier et joue dans des festivals au Royaume-Uni, en Irlande et en Europe, notamment Glastonbury et Latitude,. Elles sont également invitées à jouer une session en direct dans l'émission BBC Radio 6 Music, New Music Fix Friday.
Elles sortent leur deuxième single Sinner le 30 juin 2023 et leur troisième single My Lady of Mercy le 9 octobre 2023, tous deux également produits par James Ford. Elles font leur première apparition dans l'émission de la BBC Later... with Jools Holland le 21 octobre 2023, interprétant Nothing Matters et My Lady of Mercy. En janvier 2024, elles enchaînent avec une performance dans l'émission The Graham Norton Show de la BBC. Après la diffusion de leur musique dans un épisode de l'émission Football Focus (en) de la BBC, Garth Crooks cite le groupe comme de futures stars potentielles, déclarant dans sa chronique hebdomadaire Team of the Week que « ces jeunes femmes font de la musique pop vraiment excitante. »,.

## Style musical
Nothing Matters est décrit comme une « bombe art-rock » par Rolling Stone UK, tandis que l'Evening Standard décrit leur musique et leurs spectacles comme ayant un « son et un look baroque-pop distinctifs ». Le groupe est comparé à Kate Bush, Siouxsie and the Banshees, Roxy Music, ABBA, Queen, Sparks, Florence and the Machine et Warpaint. Les membres du groupe citent David Bowie comme une influence majeure.

## Membres

### Membres actuels

#### Studio
- Abigail Morris – voix (depuis 2021)
- Lizzie Mayland – voix, guitare, flûte (depuis 2021)
- Emily Roberts – guitare, mandoline, flûte, chœur (depuis 2021)
- Georgia Davies – basse, chœur (depuis 2021)
- Aurora Nishevci – clavier, orgue, piano, synthétiseur, chœur (depuis 2021)

#### Live
- Casper Miles – batterie, percussion (depuis 2024)

### Anciens membres

#### Live
- Isis Dunthorne – batterie, percussion (2023)
- Rebekah Rayner – batterie, percussion (2023 – 2024)
- Daiana Azar – batterie, percussion (2024)

## Discographie

### Singles
- 2023 : Nothing Matters
- 2023 : Sinner
- 2023 : My Lady of Mercy
- 2023 : On Your Side
- 2024 : Caesar on a TV Screen
- 2024 : The Feminine Urge
- 2024 : This Town Ain't Big Enough for Both of Us (Sparks cover)
- 2025 : This Is the Killer Speaking

## Vidéographie

### Vidéos musicales
| Titre                       | Année | Directeur(s)                          |
| --------------------------- | ----- | ------------------------------------- |
| Nothing Matters             | 2023  | Saorla Houston, The Last Dinner Party |
| My Lady of Mercy            | 2023  | Harv Frost, Dora Paphides             |
| On Your Side                | 2023  | Cal Mcintyre                          |
| Caesar on a TV Screen       | 2024  | Harv Frost                            |
| This is the Killer Speaking | 2025  | Harv Frost                            |

## Tournées
La première tournée du groupe est annoncée en juin 2023, une tournée de 10 dates au Royaume-Uni prévue pour octobre 2023, qui débute à la bibliothèque centrale de Blackpool dans le cadre de Get It Loud In Libraries. S'ensuit leur première tournée aux États-Unis, cinq dates programmées du 31 octobre au 9 novembre.
Le groupe annonce sa deuxième tournée en novembre 2023, avec 8 dates dans toute l'Europe en février  Elles annoncent les dates de la partie nord-américaine de la tournée en janvier 2024 ainsi que les dates au Royaume-Uni et en Irlande quelques jours plus tard.

### En tant que première partie
- Tournée mondiale de Benee[35] (2022 ; un spectacle)

- Florence and the Machine, Dance Fever Tour[36] (2023 ; un spectacle)

- Hozier, Unreal Unearth Tour[37] (2023 ; treize spectacles)